# Campanyes italianes de les guerres revolucionàries franceses
Les campanyes italianes de les guerres revolucionàries franceses (1792-1802) van ser una sèrie d'accions bèl·liques ocorregudes majoritàriament al nord d'Itàlia, entre les forces de l'exèrcit revolucionari francès i una coalició d'estats enemics que constaven per Àustria, Rússia, el regne de Sardenya i la resta d'altres Estats italians.

## Intervenció francesa contra la Primera coalició
Inicialment, la Revolució a França era un assumpte merament francès, que fins i tot reduiria la influència política i econòmica de França a Europa. Els Estats europeus, reticents a intervenir, no van emprendre la guerra contra França fins que no es van sentir amenaçats per un expansionisme revolucionari, que ja el 1791 havia incorporat Avinyó i el Comtat Venaissin, i amenaçava els poders estrangers que recolzessin els emigrats en les seves activitats contrarevolucionàries. A més, el mateix rei Lluís XVI de França tenia interès a recolzar la guerra per fer caure al règim revolucionari, i els girondins per resoldre la crisi i el descontentament a la mateixa França. Àustria i Prússia es van aliar a la Primera Coalició a les quals van seguir les altres potències europees. La canonada de Batmy de Valmy el setembre de 1792 va suposar un punt d'inflexió a partir del qual la nova república francesa va passar a l'ofensiva. La Convenció va instituir la doctrina de les fronteres naturals de França als Pirineus, el Rin i els Alps, i la creació de repúbliques germanes més enllà d'aquests límits per proporcionar a França protecció i contribució econòmica.
El setembre de 1792, els francesos van entrar a Savoia, la qual cosa portaria al seu sobirà, Víctor Amadeu III de Sardenya, a incorporar-se a la Primera coalició; i el 26 de novembre la Convenció va declarar l'annexió de Savoia i Niça, però van fracassar a la conquesta de l'illa de Sardenya el gener de 1793 davant la flota anglesa. Des de llavors la situació a Itàlia va arribar pràcticament a un punt mort, tenint la Convenció posada les seves mires a la frontera al llarg del Rin. L'abril de 1794, els francesos van emprendre una ofensiva per aïllar Piemont i els seus aliats austríacs de l'ajuda britànica per mar, que va resultar en la presa d'Oneglia, Ormea, Garessio i Tanarello. El cop de Thermidor al juliol de 1794 i la manca de recursos a l'exèrcit van acabar per paralitzar l'ofensiva.

Itàlia en 1796, anterior a la campanya francesa de Bonaparte.

El nou govern francès del Directori va mantenir la guerra com a forma de finançar a França, i va tornar a posar la seva atenció sobre el nord italià, tractant-ho com una moneda de canvi per obtenir avantatges a Renània; però Àustria també tenia interès en la campanya a Itàlia per alleujar la pressió francesa sobre els principats alemanys. El novembre de 1795, la victòria francesa a Loano havia posat als austríacs en retirada i deixat expedit el camí als francesos per la Ribera italiana fins a Savona, encara que l'estació hivernal va impedir aprofitar-se de la victòria.
La nova campanya francesa d'Itàlia, que va assegurar el futur polític de Napoleó Bonaparte, va començar el març de 1796. Més preocupat a derrotar el poder imperial-austríac que a portar la revolució per Itàlia, va signar l'armistici amb el rei de Sardenya a Cherasco el 28 d'abril de 1796, ratificat en el tractat París el 15 de maig, pel qual el rei Víctor Amadeu III va renunciar a Savoia i Niça, va garantir el control francès als passos alpins i l'ús de fortaleses. La victòria de Lodi, el 10 de maig, va posar en retirada als austríacs de Llombardia i els francesos van entrar a Milà, els sobirans de Parma i Mòdena van demanar un armistici pagant per la seva neutralitat. Abans de continuar la persecució als austríacs, els francesos es van assegurar la rereguarda amb l'objectiu primordial de conquerir Màntua.
A aquest fi va estar dirigida durant el mes de juny l'ocupació francesa de Verona, Legnago i Peschiera; i també la signatura d'una treva amb Nàpols i la posterior invasió de les legacions pontifícies de Ferrara i Bolonya, de manera que el Papa va haver d'acceptar l'armistici a Bolonya i indemnitzar els francesos. D'aquí els francesos van passar a Livorno per expulsar als anglesos pel que van envair el Gran Ducat de Toscana Gran ducat de Toscana, imposant-li una contribució.
Els intents austríacs per alliberar el setge de Màntua van resultar infructuosos. A Gènova, els feus imperials estaven en insurrecció fustigant a l'exèrcit francès, per la qual cosa els francesos van motivar un tractat l'octubre de 1796 amb Gènova per enfortir la presència francesa. Després de la conquesta francesa de Màntua el 2 de febrer de 1797, la guerra va continuar contra el Papa, pel suport pontifici proporcionat als austríacs, imposant-li la pau de Tolentino el 19 de febrer, pel qual el Papa renunciava a les Legacions de Ferrara, Bolonya i Romanya, i també a Avinyó i al Comtat Venaissin, i s'obligava a pagar una forta indemnització.
Napoleó va emprendre el camí cap a Viena, va travessar el Riu Tagliamento al març, però la impossibilitat d'unir l'exèrcit del Rin amb el d'Itàlia va afavorir acordar un armistici a Leoben el 7 d'abril, seguit d'una pau preliminar el 18 d'abril de 1797. L'armistici de Leoben va derivar en el tractat de pau de Campo Formio el 17 d'octubre de 1797, pel qual l'emperador adquiria la terraferma veneciana des del riu Adige, però reconeixia la República Cisalpina. Al novembre Bonaparte va tornar a França i en els següents dos anys va ser el camp de desenvolupament de règims revolucionaris a Itàlia, que van finalitzar amb la campanya austro-russa contra França l'abril de 1799.

## Les repúbliques del trienni de 1796-1799
La iniciativa política va quedar en mans franceses, ja que els administradors francesos tenien poca confiança en la capacitat dels italians, i la voluntat del Directori post-jacobí estava més orientat a implantar i afavorir governs moderats, i a excloure els radicals jacobins, titllats com anarquistes. L'actitud del Directori francès va ser explotar econòmicament el territori italià per finançar les guerres de França, i crear repúbliques febles, que reconeguessin l'hegemonia francesa i amb aspiracions sobre el territori de les veïnes, i segons model francès: un govern centralitzat, amb un poder executiu de cinc directors i un legislatiu bicameral elegit per sufragi indirecte. Després de l'eufòria profrancesa inicial, el jacobinisme italià va xocar amb l'expansionisme francès, demandant mesures de justícia social com a control de preus i tributació progressiva, i una república unida sense interferències estrangeres. Els francesos van aportar reformes com l'abolició de feudalisme, matrimoni civil, delmes, confiscació de les terres de l'Església, o la igualtat d'homes i dones, que no van ser acceptades uniformement, de manera que també van provocar conflicte cultural, ressentiment i resistència. Aquests factors, units a l'interès de les potències europees de la segona coalició de reduir el domini francès a Itàlia, van afavorir els moviments contrarevolucionaris del 1799.
L'agost de 1796, els ciutadans de Reggio es van rebel·lar contra el duc de Mòdena, el que va ser aprofitat per Bonaparte per ocupar els territoris del ducat. Amb la protecció francesa Reggio, Mòdena, Bolonya i Ferrara es van confederar, i al desembre van formar la república Cispadana. En septiembre de 1796, se formó la Administración General de Lombardía, de caràcter civil i provisional.

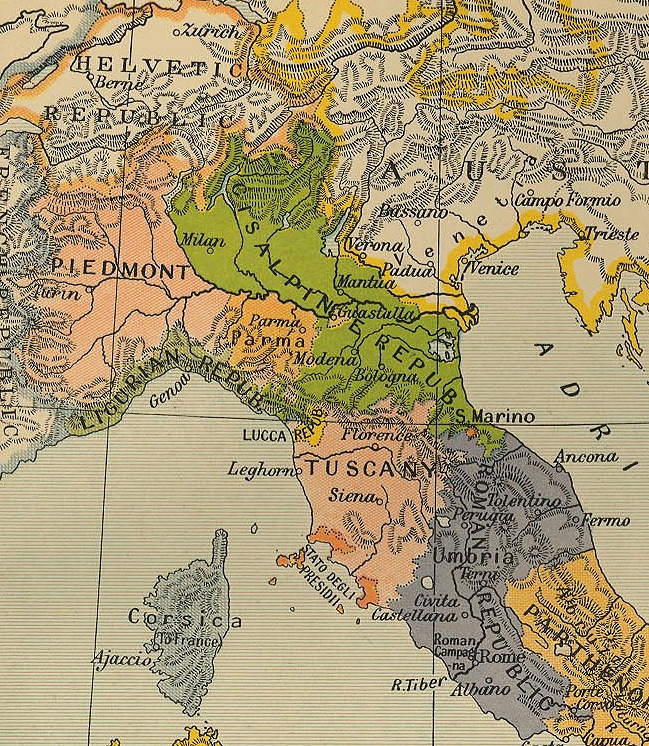
Itàlia en 1799, anterior a la campanya austro-russa de la Segona Coalició.

Després de la pau preliminar de Leoben, Bonaparte va alterar el panorama polític per controlar els governs italians:
- L'èxit francès va afavorir revoltes profranceses a la Terraferma al març i abril de 1797,[23] al maig les tropes franceses van entrar a Venècia, i la Serenísima República es va dissoldre,[24] lliurant-se gran part del seu territori a Àustria a la pau de Campo Formio.
- La república de Gènova va ser desmantellada i reconstituïda com a República Ligur el 6 de juny de 1797.[17]
- La república Cisalpina va ser proclamada el 29 de juny de 1797,[25] i incloïa majors territoris que la república Cispadana i l'administració general de Llombardia, és a dir, l'antic ducat de Milà, els antics territoris venecians de Bèrgam, Brescia, i Polesina, els principats de Mòdena, Reggio, Mirandola i Massa-Carrara, i les legacions papals de Ferrara, Bolonya i Romanya, a més de Màntua, i la Valtelina.[26]

A aquestes repúbliques es van afegir la República Romana el 15 de març de 1798, amb la invasió dels Estats Pontificis, i els intents del rei de Nàpols, Ferran IV per alliberar Roma li va suposar la seva fugida a Sicília i la implantació de la República Partenopea a Nàpols el 23 de gener de 1799; el seu aliat, el Gran duc de Toscana va tenir la mateixa sort, el març de 1799, els francesos ocupaven Toscana i el gran duc, Ferran III es va exiliar. Poc abans, el desembre de 1798, el rei de Sardenya Carles Manuel IV de Sardenya va haver de fugir a l'illa de Sardenya, mentre a Piemont s'instaurava un govern provisional que el febrer de 1799, es va integrar a la República francesa.

## Intervenció francesa contra la Segona coalició
Els governs italians profrancesos van fallar a rebre el suport de les masses rurals. El conservadorisme de la població, l'extensió de la influència del clergat, i els elevats impostos dels règims republicans van afavorir un sentiment reaccionari contra els nous governants. Els jacobins, apartats del poder a les noves repúbliques, van perdre l'entusiasme i el respecte pels francesos, enardint el seu nacionalisme.

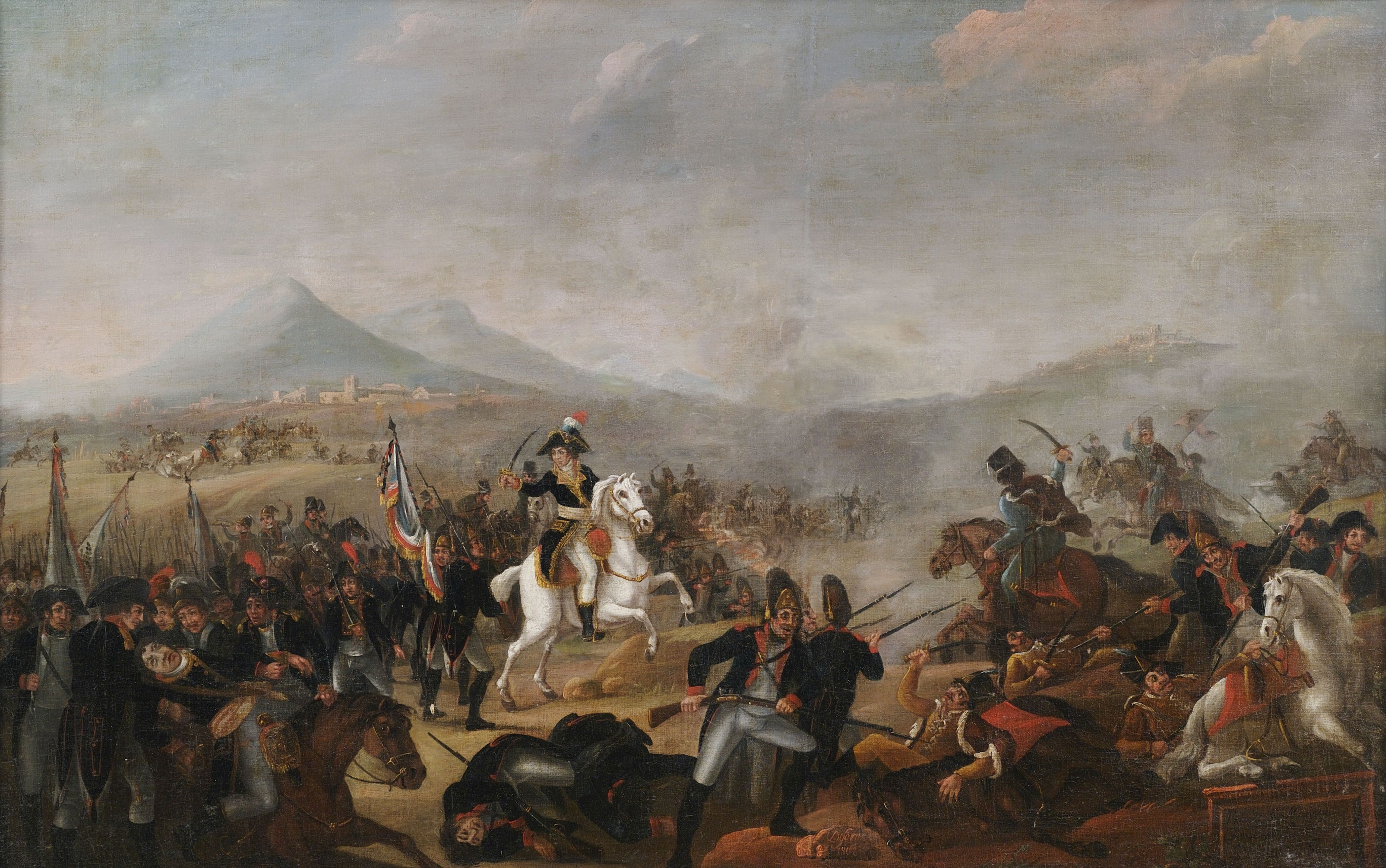
Napoleó a la batalla de Marengo, per Jean-Simon Berthelemy.

Amb la formació de la Segona Coalició, l'abril de 1799 els exèrcits austríacs i russos van entrar a Itàlia i van derrotar els francesos, i amb suport moviments camperols com la Massa Christiana a Piemont
o Viva María a Toscana, en menys de tres mesos es van apoderar de tot el nord italià. La conferència de Rastadt, convocada el novembre de 1797, a instàncies del tractat de Campo Formio, va finalitzar abruptament l'abril de 1799, amb els èxits austrorussos, i la Dieta imperial va declarar la guerra França mesos més tard, al setembre. Al sud els Sanfedisti van posar en fugida els francesos, liquidant la República Partenopea al juny a la qual va seguir la caiguda de la República Romana al setembre.
Bonaparte va prendre el poder a França com a cònsol al novembre, després del 18 de brumari, i va emprendre el camí d'Itàlia. Després de travessar els Alps va entrar a Milà el juny de 1800, i dies després, la victòria francesa després de la Batalla de Marengo va produir el fracàs de la campanya austríaca a Itàlia. A Milà es va restaurar la República Cisalpina i per l'armistici d'Alessandria, els austríacs es van retirar cap al Mincio, van abandonar Piemont, on es va reinstaurar un nou govern provisional profrancès, i també van abandonar Gènova, reinstaurant-se la República ligur. A l'octubre els francesos van ocupar Toscana, al desembre van passar el Mincio i van detenir el seu avenç per l'armistici de Treviso el gener de 1801.
La pau va arribar amb el tractat de Lunéville, que va liquidar el poder imperial a Itàlia.